# Millennium Bridge
Il Millennium Bridge è un ponte sospeso pedonale fabbricato in acciaio, che attraversa il fiume Tamigi nella città di Londra, in Inghilterra, unendo la zona di Bankside con la City. Si trova tra il ponte di Southwark e il ponte Blackfriars. Fu il primo ponte pedonale ad attraversare il Tamigi da quando, nel 1894, venne costruito il Tower Bridge. È di proprietà della Bridge House Estates, una fondazione che si occupa anche della manutenzione, guidata dalla City of London Corporation. La costruzione è iniziata nel 1998 ed è stato inaugurato 10 giugno 2000.
L'estremità sud del ponte si trova vicino al teatro Globe, alla Galleria di Bankside e alla galleria d'arte moderna Tate. L'estremità nord del ponte arriva vicino alla City of London School e si situa giusto sotto la cattedrale di St Paul. L'allineamento del ponte è tale che offre una bellissima vista della facciata sud della cattedrale incorniciata dai piloni a sostegno del ponte, e costituisce uno dei luoghi in cui si ha una visione più fotogenica del monumento.

## Il progetto
Il progetto del ponte fu scelto da un concorso lanciato nel 1996 dal distretto di Southwark. Il progetto vincitore era molto innovativo e fu realizzato da Arup, da Foster and Partners e da sir Anthony Caro. Date le restrizioni di altezza imposte ai fini urbanistici, e per migliorare la vista offerta dal ponte, i cavi che sostengono il ponte stanno sotto il livello del piano di camminamento, e il tutto conferisce un aspetto slanciato alla struttura. Il ponte ha due piani di camminamento, divisi in tre sezioni di 81 m, 144 m e 108 m (da nord a sud), e la struttura risultante misura 325 m; il piano di alluminio ha una larghezza di 4 m. Gli 8 cavi che sostengono il ponte sono tesi per sostenere 2.000 tonnellate, sufficienti ad ospitare 5.000 persone contemporaneamente.

## Storia
La costruzione cominciò verso la fine del 1998, ma i maggiori lavori iniziarono il 28 aprile del 1999. Il costo dell'opera fu di 18,2 milioni di sterline, 2,2 milioni al di sopra del preventivo proposto. Fu aperto al pubblico il 10 giugno del 2000, 2 giorni più tardi del previsto, ma inaspettate oscillazioni fecero sì che dovesse essere chiuso già il 15 giugno, ossia 5 giorni dopo l'apertura. Queste oscillazioni erano prodotte dal gran numero di persone: 90.000 il primo giorno e più di 2.000 in contemporanea. Le prime piccole oscillazioni portavano, o addirittura obbligavano, i pedoni a camminare in maniera sincronizzata con l'oscillazione, creando così un fenomeno di risonanza, che si manifestava anche quando il ponte era poco frequentato, ad esempio all'inizio della giornata. A causa di queste oscillazioni il ponte si guadagnò l'appellativo di Wobbly Bridge (ponte instabile).

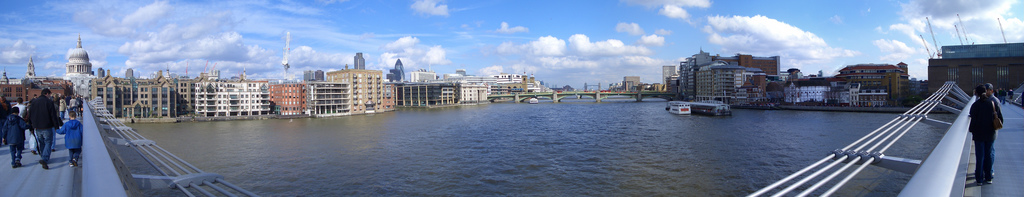
Vista dal ponte

Si cercò quindi di limitare il numero di persone che attraversavano il ponte nello stesso momento. La chiusura del ponte, solo pochi giorni dopo la sua apertura, scatenò una grande critica da parte dell'opinione pubblica, essendo considerato come un altro grande progetto britannico finito in un fallimento, come il Millennium Dome.
I problemi oscillatorii, di natura diversa da quelli aeroelastici riscontrati nel disastro del Ponte Tacoma Narrows, richiedevano una soluzione per rendere fruibile l'opera. Dopo analisi approfondite durate da maggio 2001 fino a gennaio 2002, e costate 5 milioni di sterline, le oscillazioni furono mitigate con l'aggiunta di smorzatori ad inerzia (a contrasto delle oscillazioni verticali) e idraulici (per quelle orizzontali), e dopo un periodo di prova il ponte venne riaperto il 22 febbraio 2002.
A partire da allora non si sono avute notizie di altri movimenti anomali del ponte, che venne nuovamente chiuso solo durante la tormenta Kyrill, per timore che la gente potesse essere scaraventata oltre il parapetto dai forti venti.

## Nella cultura di massa

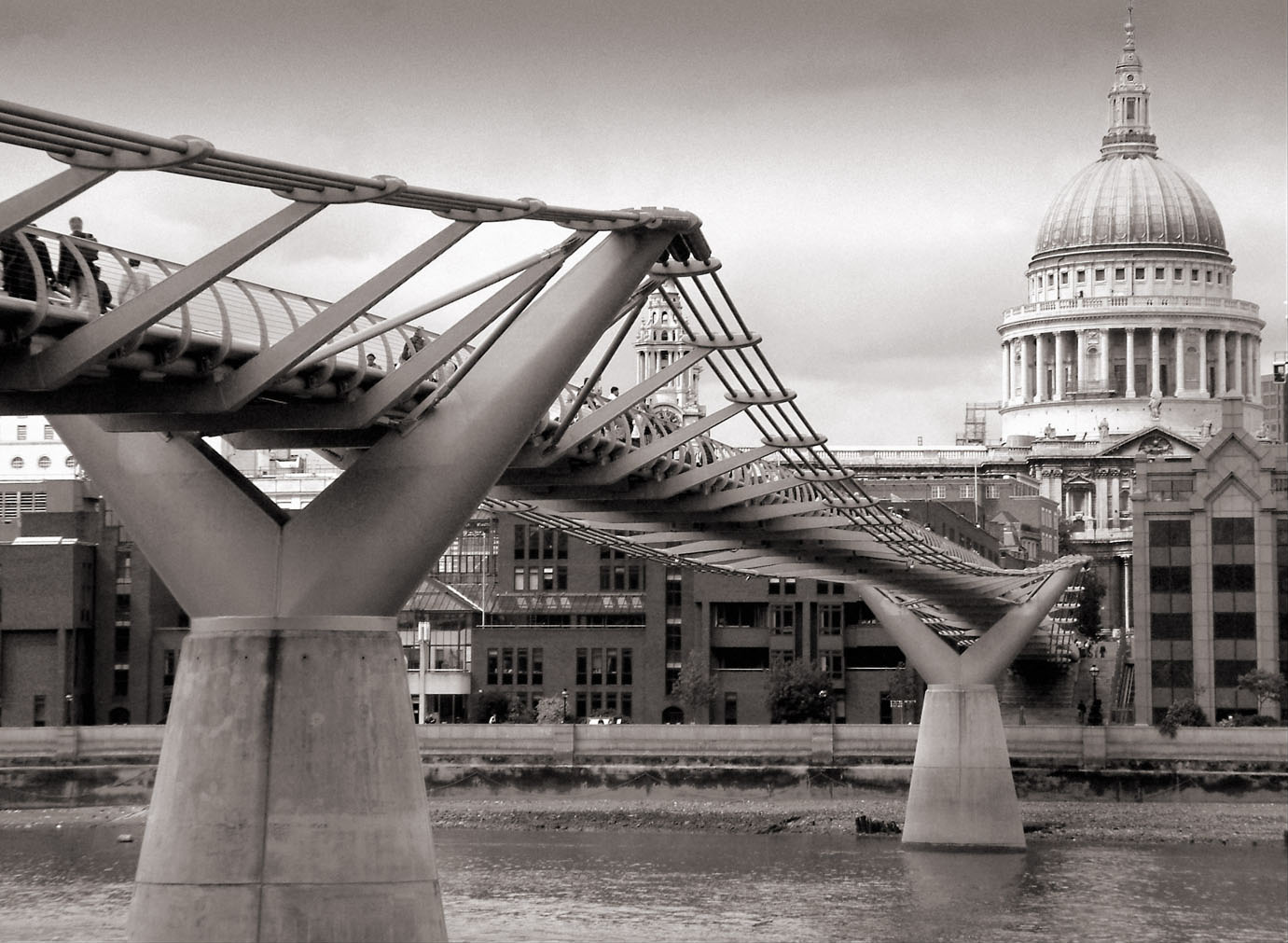
Il Ponte con la cattedrale di St Paul sullo sfondo

- Il Ponte con la cattedrale di St Paul sullo sfondoIl Millennium Bridge è presente nella scena di apertura dell'adattamento cinematografico di Harry Potter e il Principe Mezzosangue, dove viene distrutto in attacco dei Mangiamorte (sebbene il libro sia ambientato nel 1996, due anni prima dell'inizio della costruzione del ponte).
- Il ponte appare nel film Guardiani della Galassia del Marvel Cinematic Universe del 2014 durante la battaglia finale su Xandar.
- Il ponte appare nell'adattamento anime di The Ancient Magus' Bride.

## Galleria d'immagini

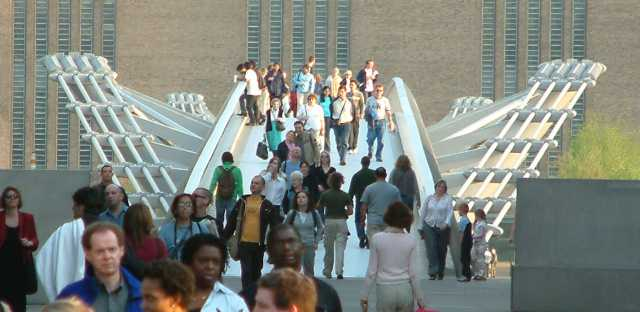
Il ponte, visto da nord, mostra il profilo eccezionalmente contenuto dell'insieme
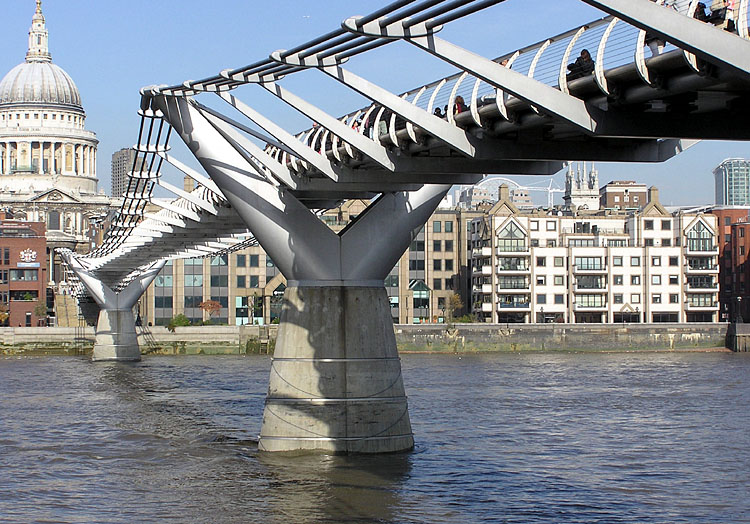
Il ponte visto dal lato sud del fiume
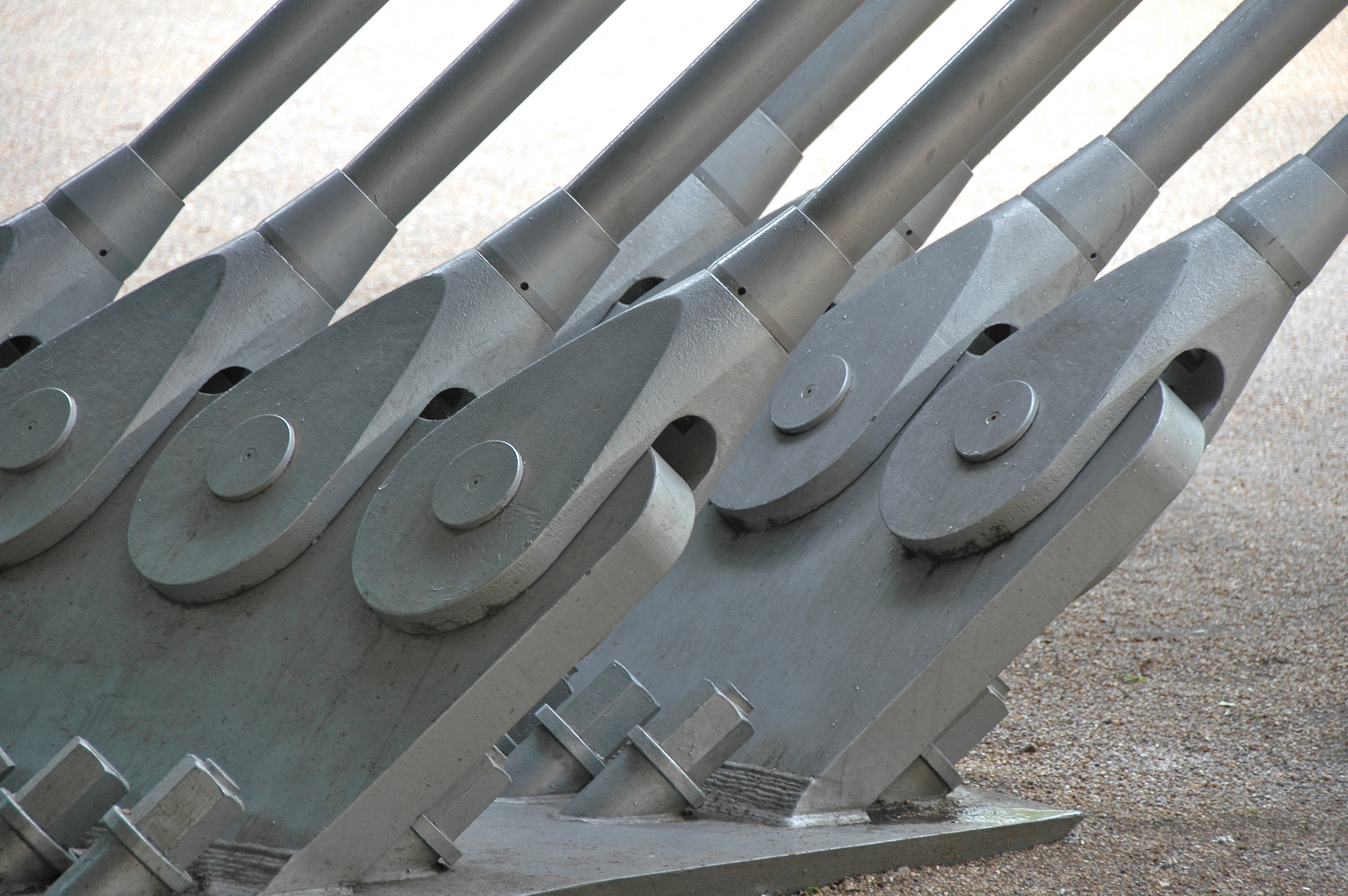
Dettaglio degli ancoraggi all'estremità sud, vicino alla Tate Modern gallery
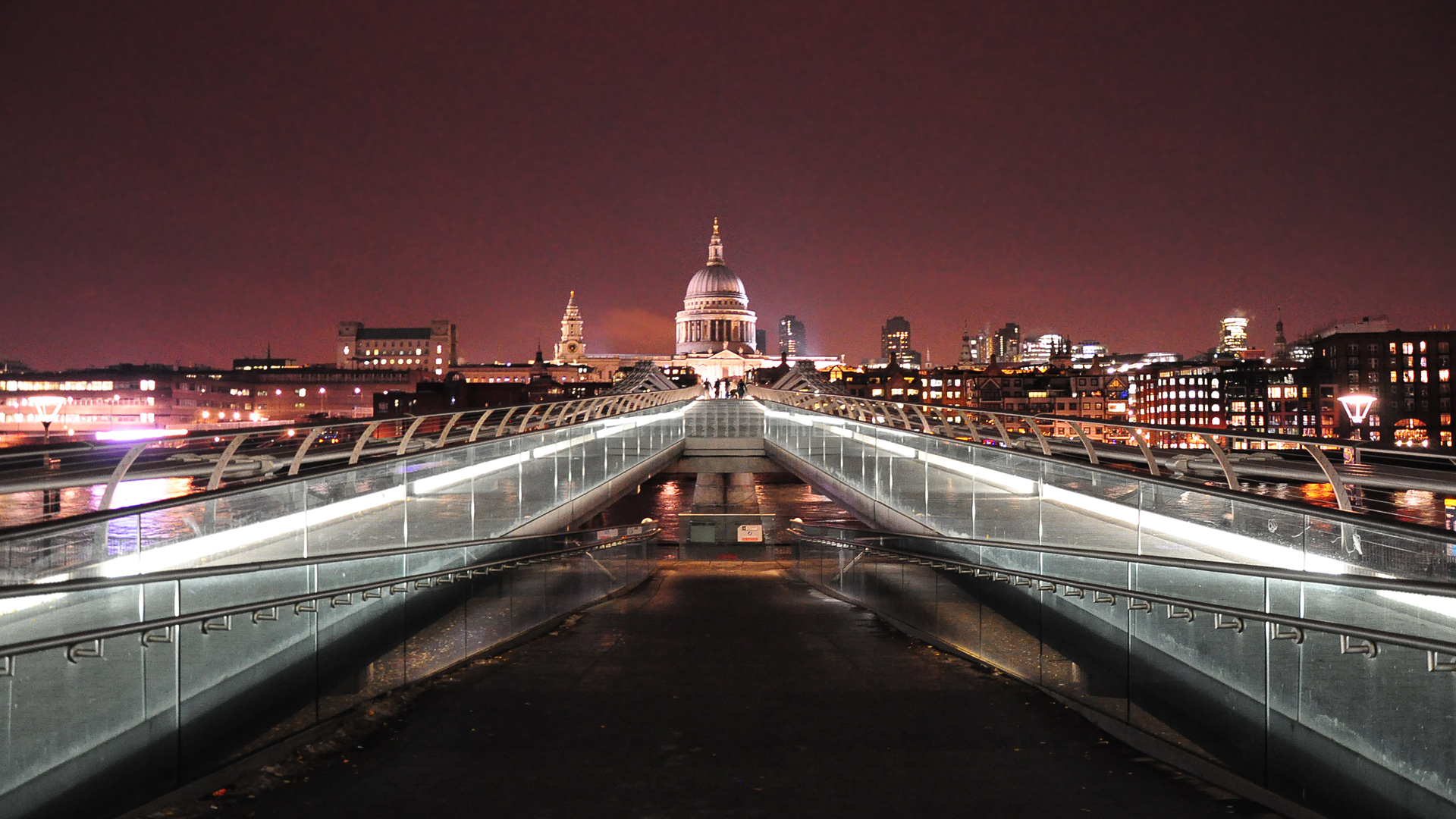
Vista notturna di St Paul dal Millennium Bridge
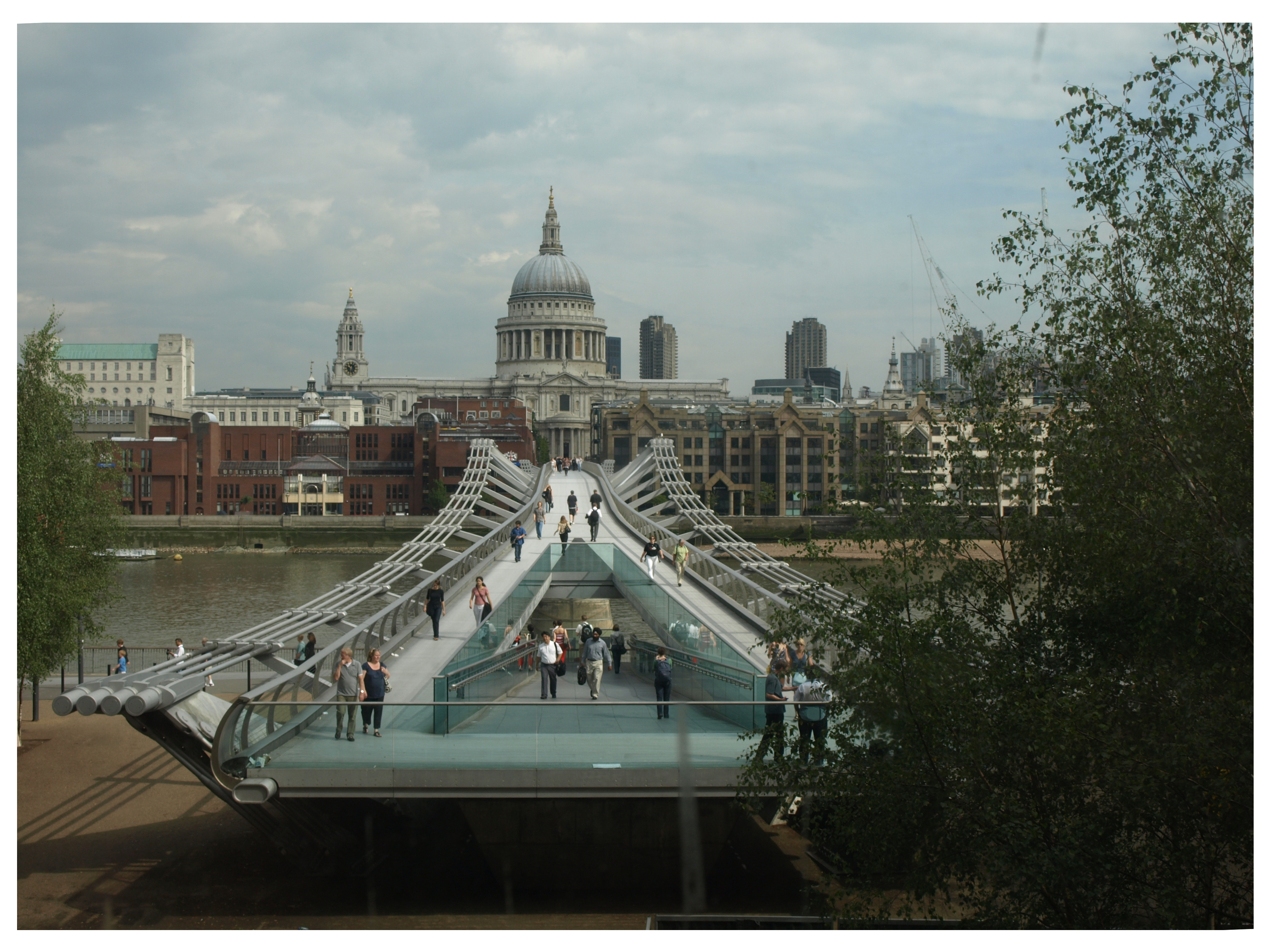
Millennium Bridge